# UFC Fight Night: Moreno vs. Royval 2
UFC Fight Night: Moreno vs. Royval 2 (conosciuto anche come UFC Fight Night 237 oppure UFC on ESPN+ 95) è stato un evento di arti marziali miste tenuto dalla Ultimate Fighting Championship il 24 febbraio 2024 alla Mexico City Arena di Città del Messico, in Messico.

## Risultati
|                  | Divisione             |                      |                 |                   | Metodo                                      | Round           | Tempo           | Premio          |
| Card Principale  | Card Principale       | Card Principale      | Card Principale | Card Principale   | Card Principale                             | Card Principale | Card Principale | Card Principale |
| ---------------- | --------------------- | -------------------- | --------------- | ----------------- | ------------------------------------------- | --------------- | --------------- | --------------- |
|                  | Pesi mosca            | Brandon Royval       | batte           | Brandon Moreno    | Decisione non unanime (48–47, 46–49, 48–47) | 5               | 5:00            |                 |
|                  | Pesi piuma            | Brian Ortega         | batte           | Yair Rodríguez    | Sottomissione (arm-triangle choke)          | 3               | 0:58            | POTN            |
|                  | Pesi leggeri          | Daniel Zellhuber     | batte           | Francisco Prado   | Decisione unanime (29–28, 29–28, 30–27)     | 3               | 5:00            | FOTN            |
|                  | Pesi paglia femminili | Yazmin Jauregui      | batte           | Sam Hughes        | Decisione unanime (30–27, 30–27, 30–27)     | 3               | 5:00            |                 |
|                  | Pesi leggeri          | Manuel Torres        | batte           | Chris Duncan      | Sottomissione (arm-triangle choke)          | 1               | 1:46            | POTN            |
| Card Preliminare |                       |                      |                 |                   |                                             |                 |                 |                 |
|                  | Pesi gallo            | Raoni Barcelos       | batte           | Cristian Quiñonez | Sottomissione (rear-naked choke)            | 3               | 2:04            |                 |
|                  | Pesi mosca            | Jesús Santos Aguilar | batte           | Mateus Mendonça   | Decisione non unanime (29–28, 28–29, 29–28) | 3               | 5:00            |                 |
|                  | Catchweight (131 lbs) | Edgar Chairez        | batte           | Daniel Lacerda    | Sottomissione (triangle choke)              | 1               | 2:17            |                 |
|                  | Pesi leggeri          | Farès Ziam           | batte           | Claudio Puelles   | Decisione non unanime (28–29, 30–27, 29–28) | 3               | 5:00            |                 |
|                  | Pesi mosca            | Ronaldo Rodríguez    | batte           | Denys Bondar      | Sottomissione (rear-naked choke)            | 2               | 4:59            |                 |
|                  | Pesi mosca            | Felipe dos Santos    | batte           | Victor Altamirano | Decisione non unanime (27–30, 29–28, 29–28) | 3               | 5:00            |                 |
|                  | Pesi piuma            | Muhammad Naimov      | batte           | Erik Silva        | KO tecnico (infortunio alla gamba)          | 1               | 0:44            |                 |

## Premi
I lottatori premiati ricevettero un bonus di 50.000 dollari.
Legenda:
- FOTN: Fight of the Night (vengono premiati entrambi gli atleti per il miglior incontro dell'evento)
- POTN: Performance of the Night (viene premiato il vincitore per la migliore performance dell'evento)